# Чисте небо (фільм)
«Чисте небо» — радянський художній фільм, знятий в 1961 році режисером  Григорієм Чухраєм.

## Сюжет
Дія відбувається в СРСР в 1940-ті-1950-ті роки. Льотчик Олексій Астахов воював і потрапив в полон, потім втік. У мирний час Олексій зіткнувся з недовірою і підозрою — як військовослужбовець, який побував в полоні і тим самим «заплямував моральне обличчя радянського льотчика». Олексій страждає, не може знайти роботу за фахом і місце в житті. Його рятує любов Саші Львової, яку вона пронесла через війну і всі труднощі повоєнного часу. Після смерті Сталіна Астахова викликають в Міноборони, де вручають нагороду — медаль «Золота Зірка». Олексій повертається в авіазагін і випробовує літаки.

## У ролях
- Ніна Дробишева —  Саша Львова
- Євген Урбанський —  Олексій Астахов
- Наталія Кузьміна —  Люся
- Віталій Коняєв —  Петя
- Георгій Куликов —  Митя
- Леонід Князєв —  Іван Ілліч
- Георгій Георгіу —  Микола Авдійович Пушков
- Олег Табаков —  Сергій
- Алік Крилов —  Сергій в дитинстві
- Віталій Бондарєв —  Єгорка
- Костянтин Барташевич —  керівник польотів
- Тамара Носова —  дівчина на заводі
- Микола Хрящиков —  епізод
- Олег Мокшанцев —  однополчанин Астахова  (немає в титрах)

## Знімальна група
- Режисер — Григорій Чухрай
- Сценарист — Данило Храбровицький
- Оператор — Сергій Полуянов
- Композитор — Михайло Зів
- Художник — Борис Немечек

## Нагороди
- 1961 — Московський міжнародний кінофестиваль: головний приз «Золота зірка»
- 1961 — Найкращий фільм року за версією журналу «Советский экран»